# Георгій Багратіоні (2011)
Георгій Багратіоні (груз. გიორგი ბაგრატიონი) (народився 27 вересня 2011) — грузинський принц із династії Багратіоні.